# Houston (Missouri)
Houston település az Amerikai Egyesült Államok Missouri államában, Texas megyében, melynek megyeszékhelye is. Lakosainak száma 2079 fő (2020. április 1.).

## Népesség
A település népességének változása:

| 2010 | 2 081 |
| 2020 | 2 079 |